# Holzkirchen, Miesbach
Holzkirchen là một thị xã ở bang Bayern, Đức. Thị xã có dân số khoảng 16.000 người vào thời điểm năm 2008. Đây là thị xã lớn nhất ở huyện Miesbach.
Holzkirchen tọa lạc trên Alpenvorland ở huyện Miesbach. Ngày nay, Holzkirchen nổi tiếng với ngành sản xuất và nghiên cứu dược phẩm.